# 인공 장기
인공 장기(人工臟器, artificial organs) 또는 인공 기관은 인간의 신체 장기를 대용하기 위하여 인간 이외의 동물의 장기를 이용하거나 또는 생체 공학 기술을 토대로 하여 만들어 내는 인위적, 기계적 장치나 장기를 말한다. 필터나 화학 처리 장치와 같이 고정 전원 공급 장치 또는 다른 자원에 얽매인 것은 인공 장기로 정의되지 않는다. (정기적인 배터리 충전, 화학 물질의 보충, 필터를 청소하거나 교체하는 것들은 인공 장기라고 불리는 장치에서 제외된다.) 따라서 신장 투석 기계와 같은 신장의 기능을 완벽히 대체하는 성공적이고 매우 중요한 생명 유지 장치는 인공 장기가 아니다. 아직까지 완전한 의미의 효율적이고 독립적인 인공 신장은 개발되지 않았다.

## 목적
매우 비용이 많이 들고 지속적인 유지 및 보수에 기존 장기는 필요하지 않는 많은 기간을 수반하면서까지 인공장기를 설치하는 목적은 다음과 같다.
- 장기 이식을 기다리는 동안 임박한 죽음을 방지하기위한 생명 유지 장치(예를 들어 인공심장)
- 스스로를 관리하기 위한 환자 본인의 능력의 극적인 개선(예를 들어 인공사지)
- 사회적으로 상호작용하기위한 환자의 능력 개선(예를 들어 인공달팽이관)
- 암수술이나 사고이후 미용적인 복원(예를 들어 인공피부)

인간에 의한 인공장기의 사용은 거의 항상 동물을 이용한 광범위한 실험이 선행된다. 인간을 이용한 초기 테스트는 이미 죽음에 직면했거나 다른 모든 치료의 가능성을 소진한 사람들로 극히 제한된다.(극히 드물게 극악무도한 범죄로 처형이 예정된 건강한 사형수에게 테스트한다.)
일반적으로 장기로 간주되지는 않지만 고관절 치환술과 같은 뼈와 근육의 대체술도 포함될 수 있다.

## 사람의 지혜를 넘어선 정밀 기계
누구나 한번쯤은 사이보그(사이버네틱 오거니즘의 준말)라는 말을 들어본 적이 있을 것이다. 우리말로 하면 '개조 인간(改造人間)'이라 하는데, 공상과학 소설의 세계에서는 폐의 기능을 고스란히 기계에 대행시킨 사이보그가 우주공간, 또는 바닷속에서 아무렇지도 않게 생존하는 것으로 등장하기도 한다. 그런데 현실에서는 아직까지 소설이 그리고 있는 것과 같은 강력한 사이보그는 나타나고 있지 않다. 손발 한 가지를 두고 보더라도 원래의 몸에 대신하는 완전한 의수(義手), 의족(義足)은 등장하지 못하고 있다. 바꾸어 말하면, 그만큼 인간의 몸은 인지(人智)를 초월한 멋진 초정밀 기계(超精密機械)라는 말이 된다. 그러나 사이보그를 향한 발걸음이 멎어 버린 것은 결코 아니다. 오히려 한걸음 한걸음 착실히 전진하고 있다. 왜냐 하면 현재의 사이보그화로의 발걸음은 현실의 문제와 깊이 연관되어 있으며, 질병을 고친다는 의료(醫療)로서의 요청이 강하기 때문이다. 그리고 그것은 인공 장기(人工臟器)라는 말로 표현된다. 인공 장기(혹은 인공 기관)의 궁극적인 목표는 생체의 장기와 완전히 똑같은 것을 만들어 내는 것이지만, 현재로서 그것은 불가능하다. 그래서 기능이나 모양과 크기를 가급적 진짜에 가깝게 하려는 것이 지금 진행 중인 연구의 목표이다. 그러면 인공 장기의 연구는 어디까지 진전되어 있는 것일까. 생체의 고장은 온갖 부분에서 일어난다. 따라서 인공 장기도 온갖 것이 연구의 대상이 되어 있는데, 뇌와 위(胃)와 일부 내분비기관을 제외하고는 모든 인공 장기가 만들어지고 있다. 물론 그들 인공 장기 중에는 아직 실용화가 되기에는 미흡한 것이 많다.

## 간장과 신장의 복잡한 기능의 대행
현재 실용화되어 있는 인공 장기의 대부분은 항시 몸에 지니고 있는 인공 장기인데, 일시적으로 대용 구실을 하는 것도 있지만 모두 생명 유지를 위해서는 극히 중요하다. 여기에는 인공 심폐(人工心肺), 인공 신장, 인공 간, 인공 호흡기 등이 있다. 다만 현재의 실정으로는 장치의 크기가 커서 체내에 장치할 수는 없으며, 체외 장치로서 사용하는 경우도 생체 기능을 그대로 완전히 대행하기까지에는 이르고 있지 않다. 특히 간장과 같은 복잡한 대사 기능(代謝機能)을 가진 장기의 완전한 대행은 앞으로의 과제이다. 인공 신장에 관해서는 최근 CAPD(계속식 휴대형 복막투석법(繼續式携帶型腹膜鬪析法))가 등장하여 주목을 끌고 있다. 현재 이 CAPD를 사용하는 사람이 증가하는 추세에 있는데, 이것은 앞으로의 인공 신장의 방향을 좌우할지도 모른다.

## 필요한 것은 기술 혁신, 의식 혁명
인공 심장에 대해서는 1982년 12월 1일, 미국 유타 대학에서 이식을 받은 버니 클라크 씨의 예가 널리 알려져 있다. 인공 장기의 연구는 생체의 기능을 표면적으로 닮게 만든 제1세대에서 더 나아가 생체에 가까운 기능을 가지는 제2세대에로 이행하고 있다. 다시 말해서 ① 장기간 사용, ② 기능의 완전성, ③ 소형화, ④ 새로운 인공 장기의 개발 등의 방향으로 나아가고 있는 것이다. 그런데 이러한 것들이 보다 실현 가능해지기 위해서는 인공 장기의 재료, 구동장치(驅動裝置), 에너지원(源), 계측(計測), 제어(制御) 등의 점에서 기술 혁신이 더욱 필요하다. 또한 인간의 수명이 점차 길어짐에 따라 보다 많은 인공 장기의 개발이 필요한데 인공 신장, 인공 심장 이외에도 인공 이자, 인공 청각기관, 인공 피부, 인공 간, 인공 관절 등이 개발될 가능성이 있다. 그리고 이는 당연히 사회적인 문제로 발생할 가능성이 있다. 예컨대 인공 장기가 고장을 일으켰을 경우의 응급 조치와 책임의 소재는 어떻게 되는가？ 고장이 바로 죽음에 직결될 때는 도대체 어떠한 대응을 해야 하는가？ 사태의 복잡성은 체내 장착형 영구 인공 심장이 실용화되었을 때의 일을 생각해 보면 잘 알 수 있다. 앞으로는 인공 장기를 필요로 하는 사람들이 더욱더 증가할 것이다. 따라서 사람들이 안심하고 사용할 수 있게 되기 위해서는 좀더 확실한 기술적 뒷받침과 의료 체제의 강화가 요망된다.

## 인공 장기의 예

### 뇌
심층적인 뇌의 자극을 포함한 뇌의 페이스 메이커는 우울증, 간질, 파킨슨 병에 의한 떨림 그리고 증가된 방광 분비물 등을 포함한 다른 조건들을 완화하기 위해 뇌에 전기자극을 보낸다. 기능을 회복하기 위해 기존의 신경 체계를 대체하기 보다는 증상을 제거하기 위해 현존하는 잘못된 기능을 방해하는 역할을 통해 기능한다.

### 분문과 유문 판막
인공 문부와 유문부는 식도암, 식도 이완 불능증과 위식도 역류 질환에 대항하는 데 사용할 수 있다. 이것은 특히 위의 양쪽 끝 판막과 같은 위의 수리에 관한 것이다.

### 음핵, 음경의 해면체
발기부전을 치료하기 위해 두 해면체가 비가역적 외과수술을 통해 팽창가능한 음경 보형물로 대체될 수 있다. 이것은 다른 모든 종류의 치료에 실패한 만성발기부전으로 고통받는 남자들에게만 시술되는 과감한 치료 수술이다. 고간이나 음낭에 주입된 펌프는 보통 본래의 해면체와 크기가 유사한 인공실린더를 주입된 저장소를 통해 발기하기 위해 손으로 조작될 수 있다.

### 귀
음악의 품질 면에서, 인공청각(또는 수술을 통해 회복된 청각)은 본래의 청각에 미치지 못한다.
그럼에도 불구하고, 대부분의 수술을 받은 사람들은 수술 결과가 매우 유용하다고 느끼며,
심지어 다른 쪽 귀에도 수술을 해달라고 의사에게 요청할 정도로 만족해한다.

### 안구
지금까지 가장 성공적인 기능 대체 인공 안구는 사실 망막, 시신경, 또는 기타 뇌 내부에 관련된 영역에 이식된 원격 단방향 전자 인터페이스를 가진 외부 소형 디지털 카메라이다. 인공 장기에 대한 개념의 가능성을 증명하는 현재 인공 기술의 수준은 밝기 정도, 색상 견본, 그리고/또는 기본 기하학적 모양을 인식하는 것과 같이 매우 부분적이다.
수많은 연구자들이 망막이 뇌를 위한 전략적 이미지 전처리를 수행한다는 것을 증명해왔다. 100%의 기능을 하는 인공 전자 안구를 만드는 것의 문제점은 이미 분명한 것보다 훨씬 더 복잡하다. 컴퓨터 과학의 지속적인 발전과 함께 망막, 시신경, 관련된 뇌의 영역과의 인공적인 결합의 정밀성이 꾸준히 증가하는 것은 이 기술의 성능을 크게 개선할 것으로 기대된다. 손상되거나 병에 걸린 살아있는 눈이 일부 기능을 유지 하는 사람의 경우 우수한 전자 안구보다 뛰어난 그 이상의 기능을 사용할 수 있다. ♦

### 심장
성공으로 간주하지만, 인공 심장의 사용은 죽음 임박 이식을 기다리는 환자들로 극히 제한된다. 기술 장치의 현재 수준으로는 안정적으로 18 개월 이상 생명을 유지할 수 없다.
인공 심장 박동기는 필요에 따라 심박을 간헐적으로(제세 동기 모드)이거나 지속적으로 증대시키고, 또는 본래의 심장 박동기를 완전히 우회할 수 있고 이를 통해 성공적으로 보편화된 전자 장치이다.
심실 보조 장치는 심장 장치의 제거없이 부분적으로 또는 완전히 고장난 심장의 기능을 대체할 수 있는 기계적 순환 장치이다.

### 인공 사지
인공 사지 또는 보철은 절단 수술을 받은 사람에게 정상적인 기능을 하도록 만들어졌다. 절단 수술을 받은 사람들을 다시 걷거나 양 손을 사용할 수 있게 만들어 주는 기계적 장치는 나무로 만든 의족따위처럼 고대에서부터 사용되어 왔다. 그러나 B.C. 600년경 중세의 대장장이가 단단하고 무거우며 구부러지지 않는 철을 사용하여 사용자가 거의 조종할 수 없는 정교한 최초의 인공 사지를 만들때까지 외과적 절차는 성공적이지 못했다. 심지어 1500년 경 Ambroise Paré에 의해 만들어진 연결 관절을 사용하더라도 사용자는 자신의 의지대로 조종할 수 없었다. 그 시대의 인공 손은 정교하고 복잡한 실제 손의 복제품이었지만, 특별히 기능적이지는 않았다. 팔꿈치 아래 절단을 위해 1812년 베를린에서 Peter Baliff가 개발한 그리고 팔꿈치 위 절단을 위해 1844년 Van Peetersen이 개발한 인공 팔은 기능적이었으나 여전히 이상과는 거리가 멀었다.
19세기에는 절단 수술 그 자체로 시작된 변화가 많았다. 공학을 배우던 학생인 J. E. Hanger은 남북 전쟁에서 그의 다리를 잃었다. 그는 이후 그 자신을 위한 인공 다리를 설계했고 1861년에 다리의 보철물을 제조하는 회사를 설립했다. J. E. Hanger의 회사는 오늘날에도 존재한다. A. A. Winkley 라는 또다른 절단 사고의 희생자는 스스로를 위해 무릎 아래에 장착하는 슬립 소켓을 개발했고 Lowell Jepson과 함께 1888년도에 Winkley Company를 세웠다. 그들은 국립 남북 전쟁 참전 용사 재회기간동안 그들의 다리를 시장에 내놓았고 이를 통해 회사를 세울 수 있었다.
사고를 당한 또 다른 사람인 D. W. Dorrance는 1909년에 손의 위치에 사용되는 단말 장치를 발명했다. 사고로 오른팔을 잃은 D. W. Dorrance는 그 당시 쓸 수 있었던 보철물이 만족스럽지 못했다. 그의 발명전까지 그것들은 가죽 소켓과 무거운 강철 프레임, 그리고 가장 기본적인 기계손이자 허울뿐인 손 또는 잡기 힘든 수동 후크로 구성되어 있었다. Dorrance는 반대 어깨에 고정된 고무 밴드를 통해 등을 가로지르는 스트랩으로 개폐할 수 있는 분할 후크를 개발했다. 아직까지도 그의 단말 장치(후크)는 환자들을 위한 중요한 발전이라고 여겨지는데 이는 환자들의 잡는 능력을 어느 정도까지 회복시켜주기 때문이다. 진짜인 것 같은 피부 속에 숨겨져 있을지라도 개선된 후크는 오늘날에도 여전히 쓰이고 있다.

### 간
HepaLife사는 줄기 세포를 이용하여 바이오 인공 간을 간 기능 부전 환자들을 위해 개발하였다. 현재도 개발 중인 인공 간은 급성 간부전의 치료와 간 이식이 가능할 때까지 간의 기능을 대체하는 보조적인 장치의 역할을 하도록 개발되었다. 이는 실제 간세포를 쓰는 것으로만 만들 수 있고 만든 것도 간의 영원한 대체품은 될 수 없다.
한편 Newcastle University의 재생 의학교수인 Colin McGuckin과 임상 과학 수석 연구원 Nico Forraz는 향후 5년 안에 인공 간의 조각이 손상된 간의 복구에 사용될 수 있다고 말한다. 이러한 인공 간은 또한 신체의 외부에서 투석 공정과 유사한 방법으로 신장이 손상된 환자의 생존을 위해 사용될 수 있다.
일본 연구진은 인간의 간 전구 세포(다능성 줄기세포(iPSCs)에서 유도되어 차별화된)와 다른 두 개 유형의 세포와의 혼합물이 자발적으로 3차원 입체구조의 통칭 '간 새싹'을 형성할 수 있음을 발견했다. 쥐에 행해진 실험에서 이 간 새싹은 기존의 혈관과 기능적인 결합을 형성했고 혈류 해독 작용과 같은 간의 특징적인 기능을 수행했다.

### 췌장
당뇨병의 치료를 위해, 살아있는 외부의 조직과 장기를 죽이는 환자의 면역반응을 막기위해 기증된 생체조직에 투여하는 특별한 물질들을 포함해서 수많은 유망한 기술들이 현재 개발되고 있다.

### 방광
방광의 기능을 대체하기 위해 소변의 흐름을 개선하거나 방광을 그 자리에서 교체하는 두 가지의 주된 방법이 있다. 방광을 대체하기 위한 표준 방법은 장 조직에서 얻은 방광 모양의 주머니를 이용하는 것을 포함한다. 또 다른 새로운 방법에는 환자에게서 채취한 세포를 이용, 방광 모양의 지지체에서 방광을 성장시키는 것이 있다.

### 난소
생식연령의 암환자들은 대개 난모세포에 손상을 가하고 조기 폐경에 이르게 하는 화학 요법 또는 방사선 치료를 받는다. 이것의 해법이 될 수 있는 인공 난소가 Brown University에서 새로운 3차원 배양 접시 기술로 만들어진 자가 조립 미세 조직을 이용하여 개발되고 있다. 인공 난소는 미성숙한 난모 세포를 시험관(체외)에서 성숙시키고 난포 형성에의 환경 독소의 영향을 연구하기 위한 시스템을 개발하는 목적으로 사용될 것이다.

### 흉선
흉선의 기능을 하는 이식할 수 있는 장치는 존재하지 않는다. 하지만 연구진들은 재구성된 섬유 아세포를 통해 흉선을 성장시킬 수 있었다. 그들은 이러한 접근이 언젠가 신생아의 흉선 이식을 대체하거나 보완할 수 있다는 희망을 표명했다.

### 기관
스웨덴의 외과의사는 2011년 7월에 처음으로 36세의 암환자에게 인조 기관을 이식했다. 환자의 엉덩이에서 추출한 줄기세포는 성장 인자를 투여받았고 그의 본래 기관의 플라스틱 복제품에서 배양되었다.

## 회복을 넘어서
인공 장기를 설계하고 설치하는 것으로 본래 존재하지 않는 능력을 소유자에게 줄 수 있다. 연구는 특히 시각과 기억 및 정보 처리 분야에서 진행되고 있으나 아직까지는 초기 단계에 불과하다.
일부 현재의 연구는 치매 환자의 장기 기억에 대한 접근 보다는 사고 피해자가 잃어 버린 단기 기억을 회복에 초점을 맞추고 있다. 여기에서의 성공은 건강한 기억을 가진 사람들의 능력을 연상 기호를 이용하는 것 보다 훨씬 더 극적으로 향상시키기위한 기술의 응용에 대한 광범위한 관심을 야기한다. 살아있는 인간의 기억이 실제로 어떻게 작동하는지에 대한 우리의 이해가 불완전하다는 것을 생각하면 이 시나리오는 가까운 미래에 현실화 될 가능성은 낮다.
2002년 영국의 과학자 Kevin Warwick이 자신의 신경계를 인터넷에 연결하기 위해 신경계에 100여 개의 전극을 설치하는 실험에서 성공했다. 이에 힘입어 그는 로봇 손을 조종하기 위해 인터넷을 통해 그의 신경계를 확장시키거나 최초로 두 인간의 신경계 사이의 직접적인 전기적 커뮤니케이션을 보이는 등 일련의 실험을 실시했다.
거대한 결과를 가져올 또 다른 아이디어는 외교적, 군사적으로 응용하기 위해 언어 번역기를 이식하는 것이다. 기계 번역기가 존재하지만, 이를 수행하기에 그것은 현재 성능이 모자라고 크기가 충분히 작지 않다.
이것은 또한 식별 및 위치정보의 목적을 위해 피하 "칩"(집적 회로)를 이식하는 기존의 활동이 포함될 수 있다. 이것의 예 중 하나는 VeriChip Corporation에 의해 제작되는 RFID태그이다.

## 마이크로칩의 인공장기
National Public Radio는 과학자들이 약을 시험하고 건강하거나 병이 있는 장기의 기본적인 기능을 이해하기 위해 손바닥크기의 인공장기를 개발 중이라고 보도했다. 연구자들은 이 기술이 약물개발을 가속화하고 그러한 약물의 가격을 보다 저렴하게 만들 것이라고 기대하고 있다.

## 같이 보기
- 생체 공학
- 달팽이관 이식
- 생물학
- 의학
- 치학
- 공학
- 생체 기술
- 전자 공학
- 장기 이식
- 의료기기
- 재생 의학
- 조직 생체공학
- 간세포
- 사이보그
- 유사장기